# آندژی ژیلینسکی
آندژی ژیلینسکی (لهستانی: Andrzej Zieliński؛ زادهٔ ۱۴ اکتبر ۱۹۶۱) بازیگر اهل لهستان است.
از فیلم‌ها یا برنامه‌های تلویزیونی که وی در آن نقش داشته‌است می‌توان به یک ورشویی، خبرچینان – پدران و دختران، رازداری حرفه‌ای، خبرچینان، خون بی‌گناه، دام، ما همه مسیح هستیم، پسرها گریه نمی‌کنند، نشانه‌گذاری‌شده، مرز، قانون حقیقی، پیانیست، در خوشی و سختی، دیروز، شوپن: میل به عاشقی و جستجوی سراسری اشاره کرد.